# バスケットボール女子マレーシア代表
バスケットボール女子マレーシア代表(Malaysia women's national basketball team)は、マレーシアバスケットボール連盟によって国際大会に派遣される女子バスケットボールのナショナルチームである。

## 歴史
ワールドカップ（旧世界選手権）に1979年韓国大会と、自国開催の1990年大会の2回出場しているアジアの古豪である。
FIBA女子アジアカップ（旧アジア選手権）は4位が最高位。東南アジア競技大会は参加国最多の13回優勝している（2019年大会まで）。

## 主な国際大会成績
- 夏季オリンピック
  - 出場なし
- FIBA女子バスケットボール・ワールドカップ
  - 1979年 － 11位
  - 1990年 － 16位
- FIBA女子アジアカップ
  - 4位：1970年, 1976年, 1978年, 1980年
- アジア競技大会
  - 4位：1986年
- 東南アジア選手権
  - 最高成績：優勝2回
- 東南アジア競技大会
  - 最高成績：優勝13回